# چراغ جلو پنهان

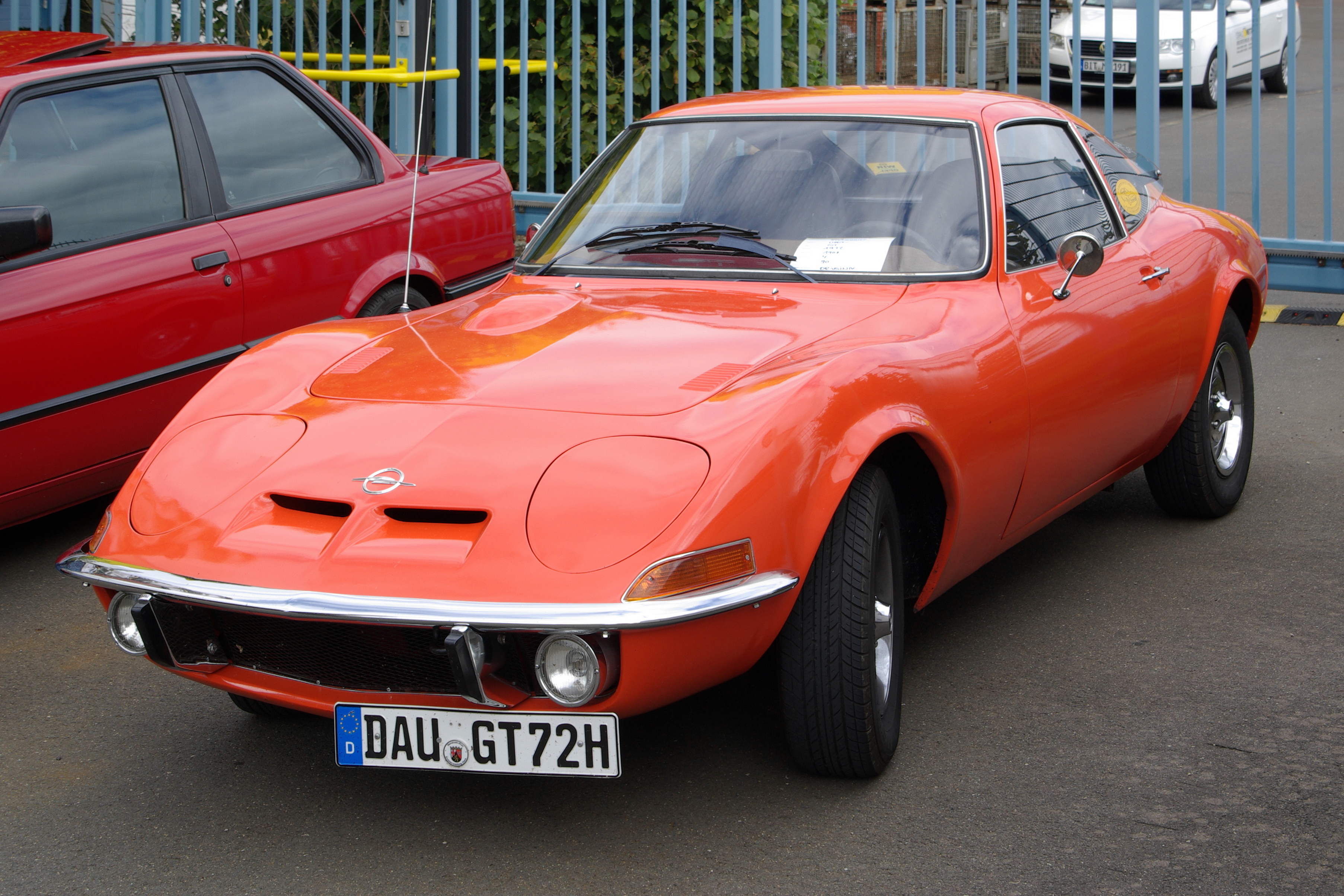
یک اوپل جی‌تی

یک مزدا ۳۲۳

چراغ جلو پنهان (یا بالارونده) یک شکل از سیستم روشنایی وسایل نقلیه موتوری و یکی از ویژگی‌های طراحی ظاهری خودرو است. در این روش، چراغ‌های جلو در هنگام عدم استفاده پنهان می‌شوند؛ به‌طور دقیق‌تر در برخی خودروها چراغ‌ها به درون بدنه خودرو رفته و هنگام روشن شدن بالا می‌آیند.